# Alter Synagogenplatz
Der Alte Synagogenplatz ist ein Platz an der Großen Mantelgasse in der Heidelberger Altstadt nahe dem Neckar. Auf ihm stand eine von den Nationalsozialisten während der Novemberpogrome am 10. November 1938 niedergebrannte Synagoge. Sie wurde von dem Mannheimer Architekten Hermann Behaghel entworfen und 1877/78 errichtet, nachdem das seit 1714 genutzte Bethaus „Zur blauen Lilie“ zu klein geworden war.
Das Grundstück wurde 1942 von der Stadt Heidelberg gekauft, 1945 vom alliierten Militär beschlagnahmt und 1951 der neugegründeten jüdischen Gemeinde Heidelberg zurückgegeben, die es 1955 wiederum an die Stadt verkaufte. Der seit 1956 so genannte Alte Synagogenplatz wurde zunächst als Parkplatz genutzt und 1978 in einen Park umgewandelt. 
2001 wurde der Platz neu umgestaltet und zur Gedenkstätte umfunktioniert. Die von der Stadt Heidelberg mit Unterstützung einer Bürgerinitiative gestaltete Erinnerungsstätte zeigt in der Pflasterung aus weißem Marmor den Grundriss der ehemaligen, 1938 zerstörten Synagoge. Grauer Granit markiert ihre Fenster und die Eingangstür. Zwölf Sandsteinwürfel erinnern an die Zwölf Stämme Israels und stellen die ehemaligen Sitzbänke dar. Der schon nach Kriegsende errichtete und zwischenzeitlich auf den jüdischen Teil des Bergfriedhofs verbrachte Gedenkstein wurde an der Stelle des früheren Toraschreins wieder aufgestellt.
Des Weiteren wurden Gedenktafeln für die ausgewiesenen, deportierten und ermordeten Juden Heidelbergs, auf denen sie namentlich vermerkt sind, angebracht.

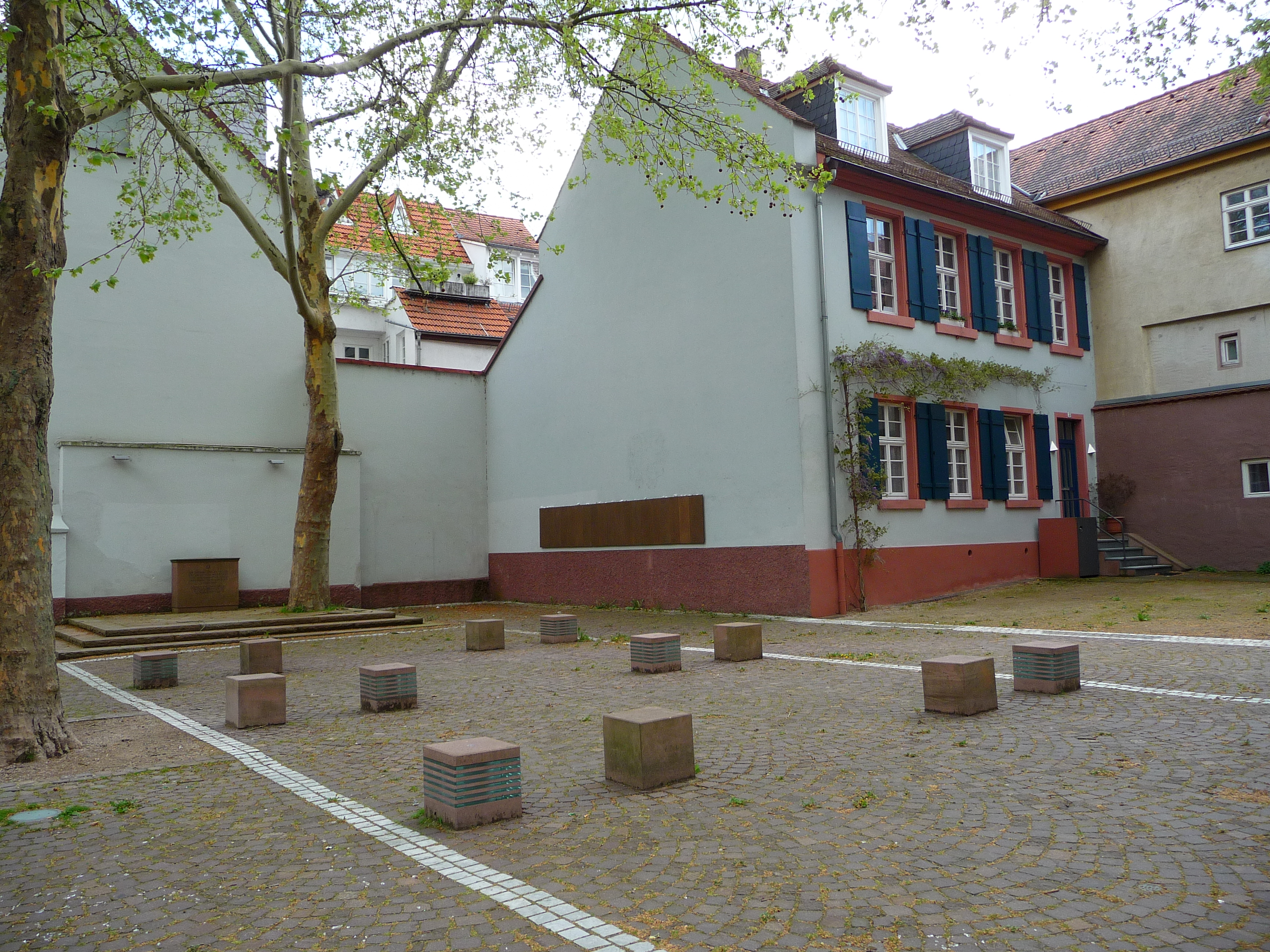
Alter Synagogenplatz
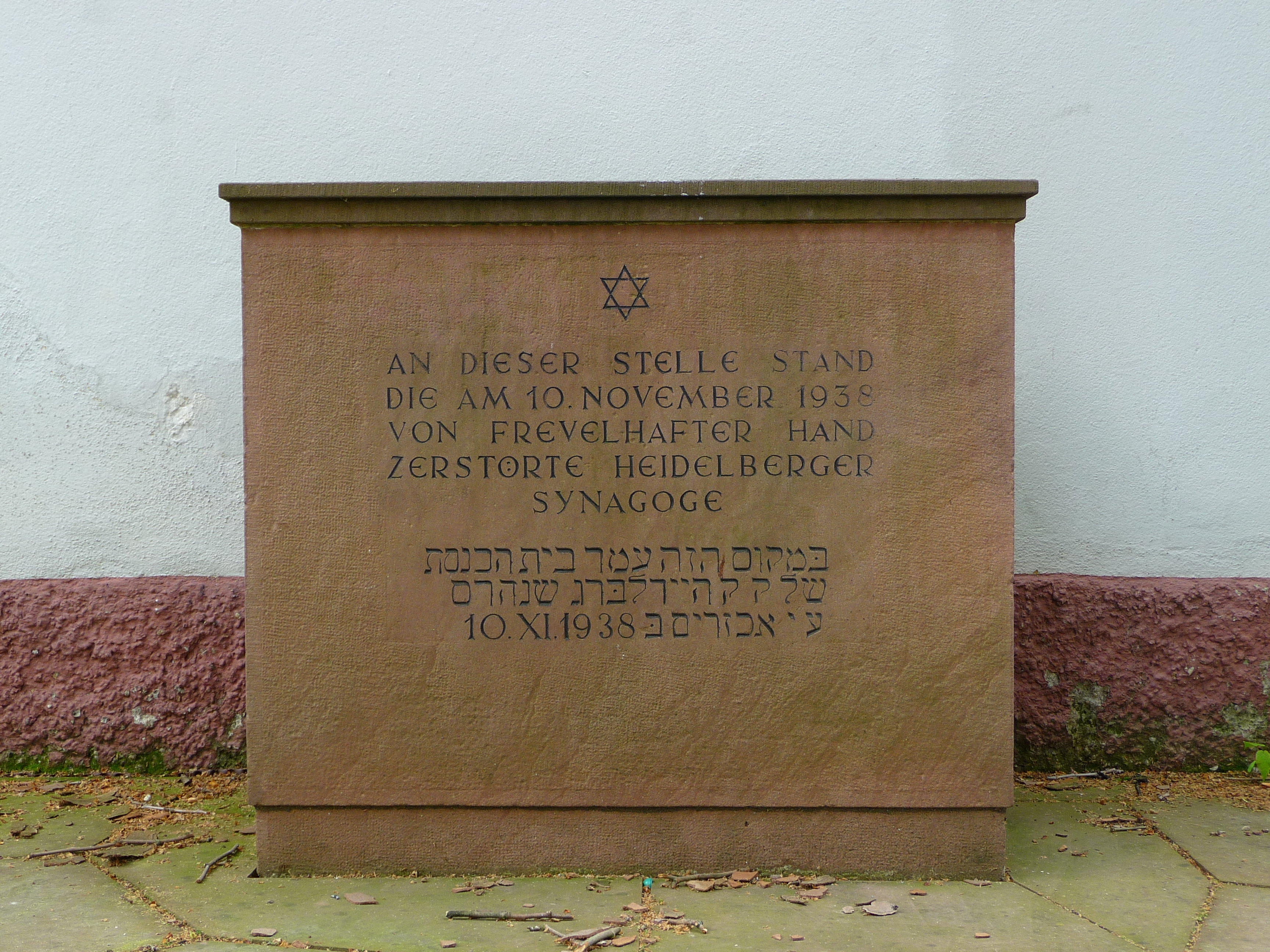
Gedenkstein
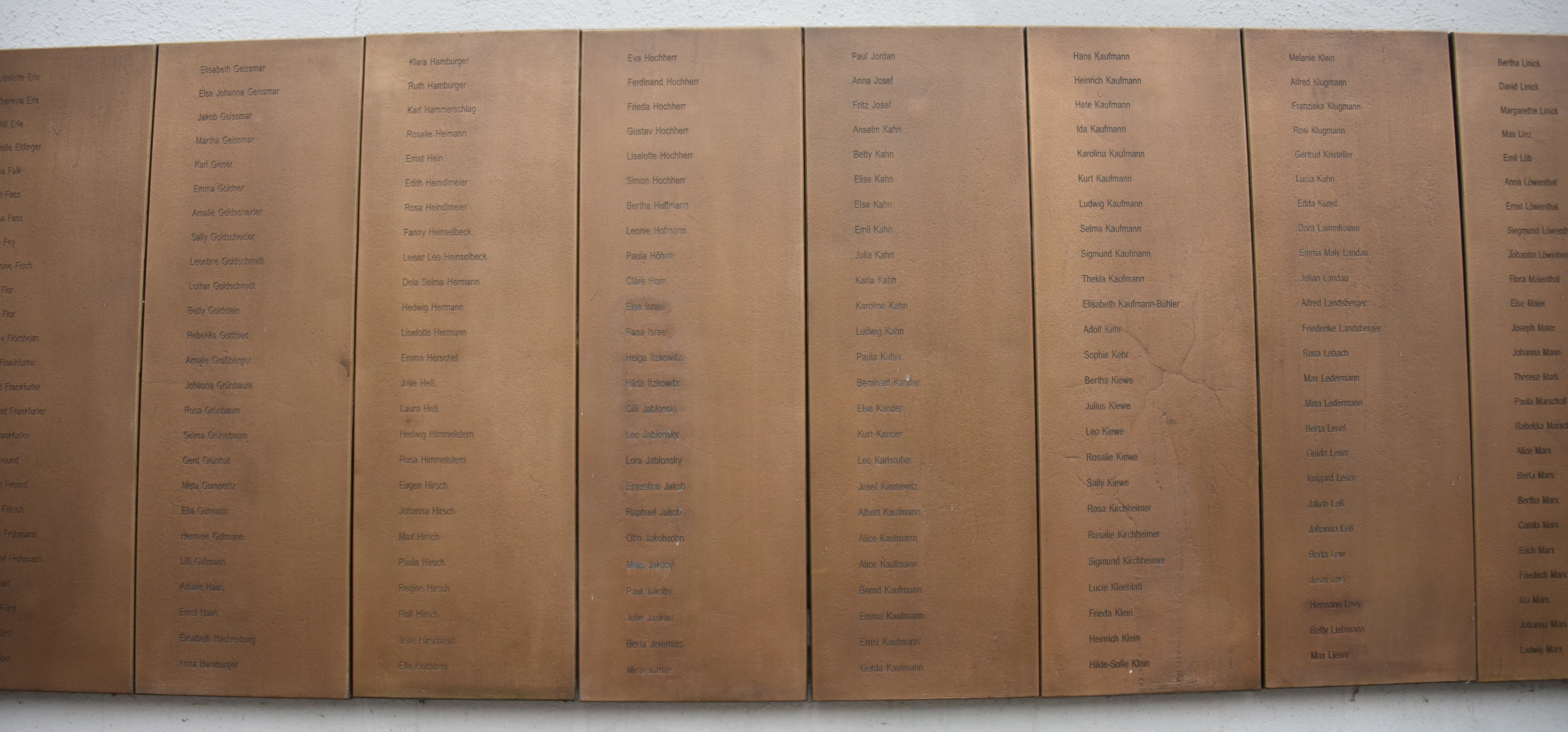
Namenstafeln
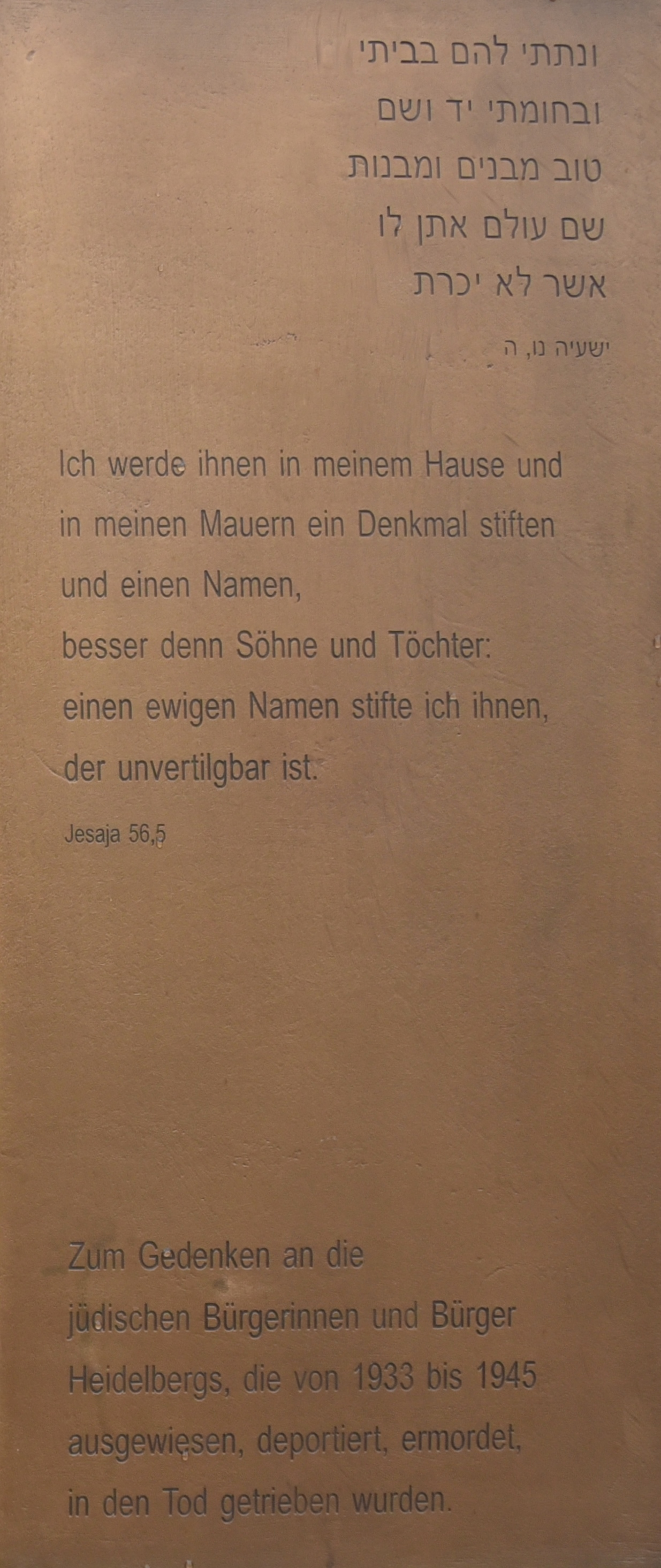
Gedenktafel